# Carlos Grätzer
Carlos Grätzer (né à Buenos Aires, Argentine, le 29 septembre 1956) est un compositeur de musique contemporaine
Après avoir partagé son travail artistique entre la musique et le cinéma, Carlos Grätzer se consacre définitivement à la musique. 
Formé en composition par son père, Guillermo Graetzer (élève de Paul Hindemith), il arrive à Paris avec une bourse de perfectionnement du Gouvernement français, il participe à des nombreux stages et cours (Darmstadt, UPIC, IRCAM, etc.). 
Il est Lauréat entre autres au concours de l'IMEB de Bourges et ALEA III International Composition Competition (Boston University). Il a également obtenu le Prix de Musique de la Ville de Buenos Aires (Premio Municipal). 
Sa musique a été recommandée à la Tribune Internationale de Compositeurs de l'UNESCO et jouée aux World Music Days 2000 (SIMC) à Luxembourg. 
Carlos Grätzer a composé pour des formations très variées, allant de l'œuvre concertante, à la musique électroacoustique, mixte, musique de chambre et au ciné-concert.
À la suite du succès, au Victoria Hall, de son ciné-concert en hommage à Sherlock Holmes sur des films de Buster Keaton, Sherlock Junior et de Tod Browning et John Emerson, The Mystery of the Leaping Fish, la ville de Genève lui commande un nouveau ciné-concert pour sa fête de la musique de 2011. À cette occasion, Carlos Grätzer compose sept partitions pour des films de Georges Méliès. Son ciné-concert sur le film Le Vent de Victor Sjöström, qui a fait l’objet d’une commande du Ministère de la culture, a été créé par l'Ensemble Sillages au Quartz en novembre 2014 et repris, entre autres, au Festival Archipel. En 2018, il crée à Paris avec l'Ensemble 2e2m, «Albâtre», pour ensemble instrumental et électronique, sur le film homonyme du réalisateur et plasticien Jacques Perconte.
Présentes dans des festivals de plusieurs pays, ses œuvres sont notamment interprétées par l’Orchestre Philharmonique de Radio France, l'Orchestre National de France, l’ensemble 2e2m, l’Ensemble intercontemporain.